# 富田六郎
富田 六郎（とみた ろくろう、1920年6月22日 - ）は、日本の競馬騎手、調教師。
1937年に騎手デビュー。兵役を経て、太平洋戦争後に障害の最高競走・中山大障害で2勝を挙げる。1957年より調教師に転じ、1987年の宝塚記念など重賞8勝を挙げたスズパレードなどを手掛けた。1996年に引退。日本中央競馬会調教師であった富田一幸は長男。

## 経歴
1920年、福島県田村郡要田村（現・三春町）に、8人兄妹の末子として生まれる。両親を早くに亡くし、小学生時分から次兄夫婦のもとで育った。高等小学校を経て福島商業学校に進んだが、校庭に生えていたクルミの実を無断で獲っているところを見咎められ停学処分となり、これを機に中退する。競馬好きだった兄の勧めで騎手を志し、一度は中国・大連の競馬場に行くことが決まったが、福島競馬場の職員から危険であると止められ断念。その後、ひとりの調教師に入門を断られたのち、兄の知人であった旅館主人の紹介で東京競馬倶楽部（東京競馬場）に所属する中村一雄への弟子入りが決まった。
1937年より騎手としてデビューしたが、中村厩舎には兄弟子が多かったこともあり騎乗機会に恵まれず、さらに1941年からは兵役に就いた。中国の戦線を転々とし、終戦後は一時中国軍の捕虜となったが、1946年春に帰国。戦中に休止されていた競馬が同年秋から再開され、富田は高木良三厩舎に所属して騎手として復帰。しかし以後も騎乗機会を求めて所属厩舎を頻繁に替えた。見上恒芳厩舎に所属していた1952年、カツシロで中山大障害（春）を制し、重賞初制覇を果たす。翌1953年より一時フリーの身となり、1954年に同厩舎のギンザクラで再び大障害を制した。1956年に日本中央競馬会が発行した『騎手銘鑑』において、富田は「騎乗技術優秀、現在は体重もあるので、主に障害騎手として同厩の名手本田騎手と双璧をなしている。運動神経の発達した闘志旺盛のベテラン」と評されている。
1957年、調教師免許を取得し騎手を引退。騎手としては通算106勝（平地53勝、障害53勝）を挙げた。同年3月に厩舎を開業。しばらくは年間一桁台の勝利数が続いたが、6年目ごろから成績を上向かせ、1965年にはダイシンフジが京都大障害を制し調教師として重賞初勝利を挙げた。1971年にはスピーデーワンダーがダイヤモンドステークスを制し、騎手時代から通じての平地重賞初勝利を挙げる。同馬は障害入りを前提に関西の梅内慶三厩舎から転厩してきたが、富田は平地の方が向いていると見越してダイヤモンドステークスに出走させたものだった。
1984年からはスズパレードが厩舎の看板馬となった。同馬は春のクラシック路線で好走しながら、仲住芳雄厩舎に同馬主のスズマッハ（日本ダービー2着）がいたことで、ダービーの後からローカルの福島競馬場へ回されたが、そこで重賞2勝を挙げるなど活躍。5歳以降は故障休養を繰り返しつつも中距離路線で堅実に実績を積み、1987年には宝塚記念を制し、富田ともどもGI競走初制覇を果たした。8歳となった1988年秋にはオールカマーを制して重賞8勝目を挙げたが、このころ富田は大腸癌の療養のため厩舎管理を息子の一幸に任せていた。
1996年、定年まで1年を残して調教師生活から引退。疲労感があったこと、スタッフが高齢化していたことをその理由として述べた。調教師としての通算成績は5681戦470勝、うちGI競走1勝を含む重賞12勝。

## 調教師成績

### 主な管理馬
※括弧内は富田管理下における優勝重賞競走。太字はGI競走。
GI競走優勝馬
- スズパレード（1987年宝塚記念など重賞8勝）

その他重賞競走優勝馬
- ダイシンフジ（1965年京都大障害・秋）
- スピーデーワンダー（1971年ダイヤモンドステークス）
- トレードマーク（1986年ダイヤモンドステークス）
- オギティファニー（1995年ダービー卿チャレンジトロフィー）

その他の馬
- アロハドリーム（富田の引退後岩城博俊厩舎へ移籍し重賞勝利）